# Famille de La Gardie
La famille de La Gardie, (orthographié de La Gardie en suédois actuel) olim d'Escoperier, est une grande famille suédoise luthérienne originaire du Languedoc. Plusieurs de ses membres ont été au service du roi de Suède du XVIe au XVIIIe siècle,.

## Histoire
Le statut social de la famille d'Escoperier en France avant son émigration en Suède est peu connu : exerçant la profession de marchand, sire Jacques d'Escoperier est nommé viguier de l'abbaye de Caunes. Pontus d'Escoperier, son troisième fils né vers 1530 dans ce bourg, ne se plait pas dans le monastère de Montolieu et il quitte la France pour la Suède en 1565, modifiant son nom en Pontus de La Gardie, sous lequel il est enregistré par la Maison des Chevaliers. Il épouse Sofia Johansdotter, une fille illégitime du roi Jean III, et reçoit le titre de baron en 1571. Leur fils ainé Johan meurt sans postérité masculine. Le deuxième fils de Pontus, Jacob de La Gardie, reçoit le titre comte de Läckö en 1615. Son propre fils Magnus Gabriel devient le favori de la reine Christine et épouse sa cousine, la comtesse Marie-Euphrosyne de Palatinat-Deux-Ponts, sœur du futur Charles X Gustave.
Pontus de La Gardie, alors gouverneur de Livonie, meurt lors d'un naufrage de chaloupe sur la Narva, le 5 novembre 1585. Transporté à Tallinn et enseveli dans la cathédrale, il repose sous un mausolée de marbre commandé par Jean de la Blanque de Rasick, un cousin languedocien qu'il avait fait venir auprès de lui, et réalisé par le sculpteur Arent Passer, natif de La Haye en 1589.
La lignée des de La Gardie de Läckö existe toujours, bien que les comtés suédois ne servent plus aujourd'hui de régions administratives. Le chef de la famille est Carl Gustaf de La Gardie (1946- ), qui vit près de Linköping.
La branche von Brevern de La Gardie est issue du comte Karl Magnus de La Gardie, dans le gouvernement d'Estland qui transmet par oukaze impérial en 1852 son titre et son nom à son neveu (fils de sa sœur) Pontus Alexander Ludwig von Brevern (1814-1890), futur général de l'armée impériale russe.

## Généalogie simplifiée
- Pontus (1530-1585), gouverneur du duché d'Estonie, épouse Sofia Johansdotter
  - Brita (1581-1645), épouse Jesper Mattson Krus (sv) puis Gabriel Gustafsson Oxenstierna
  - Johan (1582-1642)
  - Jacob (1583-1652), maréchal, épouse Ebba Brahe
    - Magnus Gabriel (1622-1686), Grand chancelier, épouse Marie-Euphrosyne de Deux-Ponts-Cleebourg
      - Gustav Adolf (sv) (1647-1695)
      - Catharina Charlotta (sv) (1655-1697), épouse Otto Wilhelm de Kœnigsmark

    - Maria Sofia (sv) (1627-1694), industrielle
    - Jakob Casimir (1629-1658)
    - Pontus Fredrik (sv) (1630-1692)
      - Ebba Maria (sv) (1657-1697), poétesse
      - Johanna Eleonora (sv) (1661-1707), poétesse et dame d'honneur

    - Axel Julius (1637–1710), maréchal
      - Adam Carl (sv) (1668-1721)
      - Magnus Julius (sv) (1674-1721), épouse Hedvig Catharina Lille
        - Brita Sophia (sv) (1713-1797)
        - Eva (1724-1786), scientifique, épouse Claes Ekeblad (sv)
        - Ulrik Gustaf (sv) (1727-1809)
        - Carl Julius (sv) (1729-1786)
        - Hedvig Catharina (1732-1800), épouse Fredrik Axel von Fersen
        - Pontus Fredrik (sv) (1726-1791), épouse Catharina Charlotta Taube
          - Jacob (sv) (1768-1842)
          - Axel Gabriel (sv) (1772-1838)
            - Pontus Henrik (1805-1880)
              - Magnus (sv) (1839-1905)
              - Johan (sv) (1851-1895)

            - Robert (sv) (1823-1916)
              - 
                - Robert (sv) (1858-1937)

            - Ebba (sv), journaliste (1867-1928)

## Domaines
- Manoir de Grossenhof
- Château de Läckö
- Château de Marsvinsholm
- Domaine d'Ollustfer